# 斑麻蝇属
斑麻蝇属（学名：Sarcotachinella）为麻蝇科的一个属。

## 下属物种
本属包括以下物种：
- 股斑麻蝇 Sarcotachinella sinuata (Meigen, 1826)